# HD 46375
HD 46375 – gwiazda położona w gwiazdozbiorze Jednorożca w odległości około 109 lat świetlnych. Jest żółtym podolbrzymem wielkości Słońca.
W 2000 roku odkryto planetę HD 46375 b krążącą wokół tej gwiazdy.